# هادی قندی
هادی قندی تهیه‌کننده، برنامه‌ساز و مجری‌طرح فیلم و برنامه‌های تلویزیونی است.
عمده فعالیت او در زمینه برنامه‌سازی و تهیه‌کنندگی، در شبکه‌های شبکه شما، شبکه استانی اصفهان و شبکه استانی فارس است. او همچنین تهیه‌کننده و مجری طرح برنامه‌های تلویزیونی بسیاری از قبیل من و شما، خوشا شیراز و زنده رود بوده‌است. قندی فعالیت حرفه‌ای خودرا در صداوسیما از سال ۱۳۸۵ آغاز کرد و سابقه فعالیت در رادیو جوان و شبکه سه را در کارنامه دارد.و او نیز تهیه کنندگی و سرمایه گذاری فیلم سینمایی آنجا همان ساعت به کارگردانی سیروس الوند را نیز در کارنامه حرفه ای خود دارد و همچنين شروع فعاليت و اولين كنسرت خيلي از خوانندگان مطرح موسیقی پاپ به عهده وی بوده و   برگزارکننده سه دوره نمایشگاه در زمینه صنایع دستی و موسیقی در کشور ترکمنستان، تاجیکستان و آلمان بوده‌است.